# Invasionsförsvar
Invasionsförsvar är försvarsmaktens uppbyggnad och struktur som går ut på att skydda sig mot en större utländsk militär makt. Med invasionsförsvar menas att försvarsmakten är uppbyggd främst för att möta ett storskaligt konventionellt militärt angrepp från ett annat land som syftade att helt eller delvis ockupera. Konceptet bygger på en kvantitativt stor försvarsmakt, "folkförsvar", uppbyggd på allmän värnplikt och allmän mobilisering understödd av en omfattande inhemsk vapenindustri.